# Julio Ahumada
Julio Ahumada (* 12. Mai 1916 in Santa Fe; † 4. März 1984) war ein argentinischer Bandoneonist, Tangokomponist und Bandleader.

## Leben und Wirken
Ahumada begann seine musikalische Laufbahn gemeinsam mit Antonio Ríos im Orchester seines Lehrers Abel Bedrune. In Buenos Aires spielte er dann in den Orchestern Roberto Zerrillos, Alberto Soifers, Nicolás Vaccaros und Lucio Demares. 1943 engagierte ihn Emilio Balcarce als Leiter der Bandoneonabteilung seines Orchesters, mit dem er den Sänger Alberto Castillo begleitete. Mitte der 1940er Jahre gehörte er dem Orchester von Radio El Mundo an, zugleich auch den Orchestern von Argentino Galván, Héctor Artola, José Basso, Joaquín Do Reyes und Enrique Francini. Mit Miguel Bonano gründete er das Orquesta Típica Ahumada-Bonano.
1957 nahm er mit Argentino Galváns Septett Los Astros del Tango 38 Titel auf. 1960 entstanden, wieder mit Galván, für das Label Music Hall 34 Aufnahmen für die Historia de la Orquesta Típica. Die Zusammenarbeit mit Galván währte bis zu dessen Tod im November 1960. 1964 gründete Ahumada mit dem Kontrabassisten Eugenio Pro und den Gitarristen Marsilio Robles und Juan Mehaudy das Cuatro Para el Tango, mit dem er mehrere Titel beim Label Spacial aufnahm. 1966 gab er mit dem Bassisten Hamlet Greco Recitals im Teatro Apolo und spielte mit diesem, dem Pianisten Carlos Parodi, dem Geiger Aquiles Aguilar und dem Sänger Carlos Olmedo mehrere Aufnahmen beim Label Tini ein. Für Gabriel Clausis Label Chopin entstanden Aufnahmen mit den Geigern Enrique Cantore und Alfonso Bernava, dem Pianisten Enrique Munné und dem Kontrabassisten Mario Monteleone.
1969 gewann er bei einem von der Odol Company veranstalteten Wettbewerb im Lunapark-Stadion den Ersten Preis mit dem Tango Hasta el último tren nach einem Text von Julio Camilloni. Den Zweiten Preis gewannen Astor Piazolla und Horacio Ferrer mit Balada para un loco. Juan José Castro engagierte ihn als Solo-Bandoneonisten seines Orchesters für die Aufführung der Ópera de tres centavos am Teatro Alvear. Dino Saluzzi nahm ihn in sein Orchester Pen Tango auf, das in Edmundo Riveros El Viejo Almacén beheimatet war. Als dort Carlos Figaris Sextett auftrat, wirkte Ahumada als Leadbandoneonist und Arrangeur mit. Ab 1980 war er einer der vier Bandoneonisten im von Carlos García geleiteten Orquesta del Tango in Buenos Aires.

## Kompositionen
- Pa' mama
- El gurí
- A Anselmo Aieta
- Tangueando en el contrabajo (mit Rafael Del Bagno)
- Dulce y romántica (mit Carlos Figari)
- Amor y soledad (mit Carlos Figari)
- De mis sueños (mit Carlos Figari)